# Željko Musa
Željko Musa (Mostar, 8 de enero de 1986) es un exjugador de balonmano croata que jugaba como pívot. Su último equipo fue el HC Kriens. Fue un componente de la selección de balonmano de Croacia.
Con la selección ha ganado la medalla de plata en el Campeonato Europeo de Balonmano Masculino de 2010 y en el Campeonato Europeo de Balonmano Masculino de 2020, así como la medalla de bronce en el Campeonato Europeo de Balonmano Masculino de 2012.

## Palmarés

### Selección nacional
| Campeonato Europeo | Campeonato Europeo        | Campeonato Europeo | Campeonato Europeo |
| Año                | Lugar                     | Medalla            |                    |
| ------------------ | ------------------------- | ------------------ | ------------------ |
| 2010               | Austria                   | Medalla de plata   |                    |
| 2012               | Serbia                    | Medalla de bronce  |                    |
| 2020               | Austria, Noruega y Suecia | Medalla de plata   |                    |

### RK Zagreb
- Liga de Croacia de balonmano (4): 2005, 2007, 2022, 2023
- Copa de Croacia de balonmano (4): 2005, 2007, 2022, 2023

### Gorenje Velenje
- Liga de balonmano de Eslovenia (1): 2012

### Vive Kielce
- Liga de Polonia de balonmano (4): 2013, 2014, 2015, 2016
- Copa de Polonia de balonmano (4): 2013, 2014, 2015, 2016
- Liga de Campeones de la EHF (1): 2016

### SC Magdeburg
- Liga Europea de la EHF (1): 2021

## Clubes
- RK Zagreb (2004-2005)
- HRK Izvidač (2005-2006)
- RK Zagreb (2006-2007)
- RK Trimo Trebnje (2007-2010)
- Gorenje Velenje (2010-2012)
- Vive Tauron Kielce (2012-2016)
- SC Magdeburg (2016-2021)[3]
- RK Zagreb (2021-2023)
- HC Kriens (2023-2024)